# 历代大师画廊

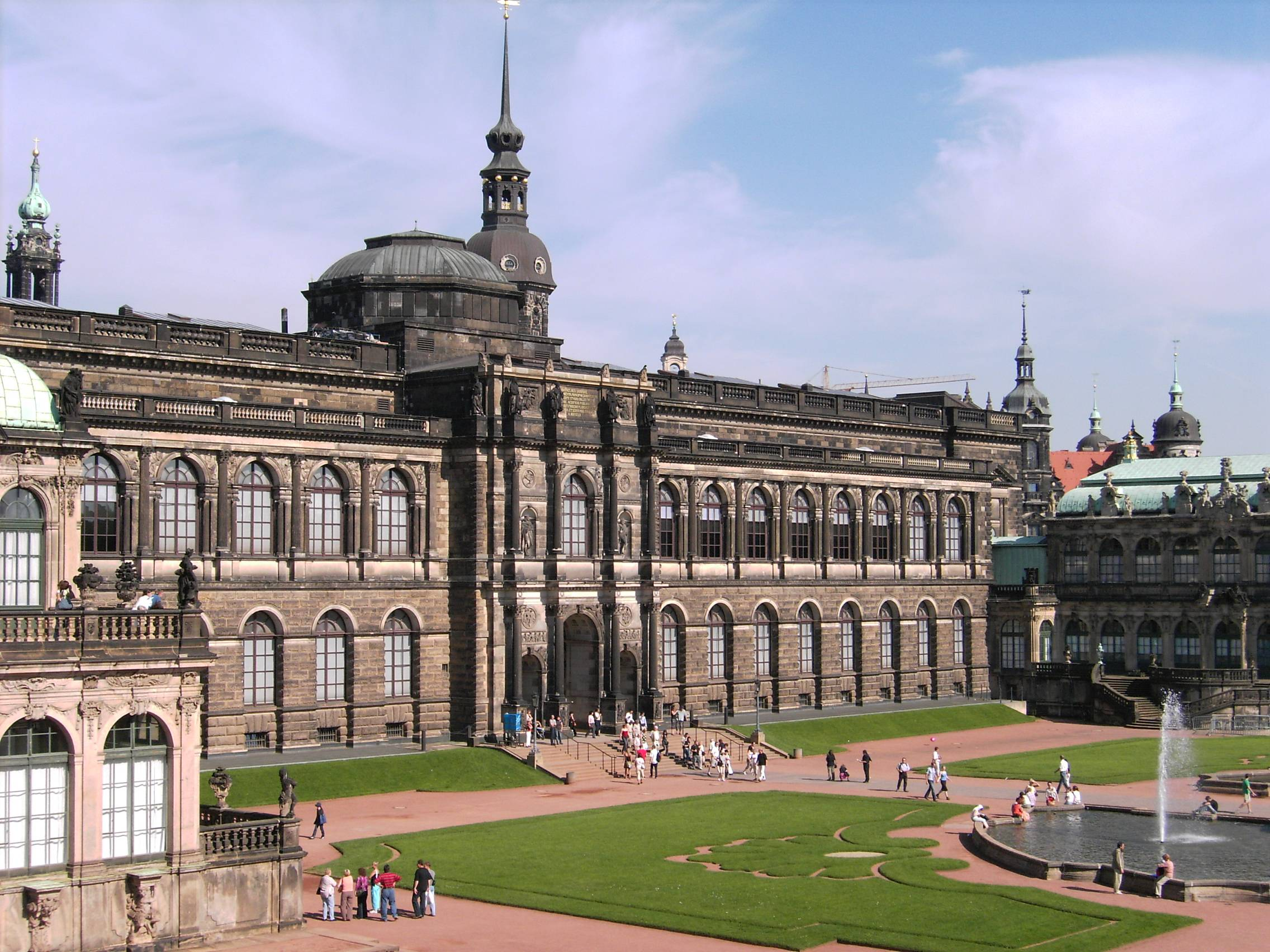
历代大师画廊设在茨温格宫庭院内的森珀楼

历代大师画廊（Gemäldegalerie Alte Meister）是一位于德国德累斯顿的繪畫作品展示場所，是德累斯顿国家艺术收藏馆的一部分，以藏有艺术史上众多大师杰作而著称。历代大师画廊因拥有15世纪到18世纪的傑出畫作而享有世界声誉，其收藏重点之一是文艺复兴和巴洛克时期的意大利绘画，以及17世纪以来的荷兰和佛兰芒绘画，其亦藏有数量可观的德国、法国和西班牙著名画家的杰出作品。展出意大利作品的房间墙壁被涂成红色，而展出荷兰和佛兰芒绘画的房间墙壁则涂成绿色。

## 历史

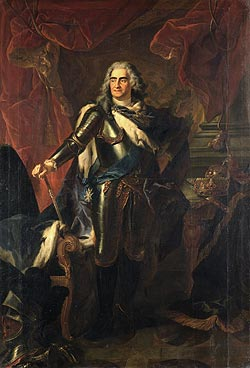
奥古斯特一世

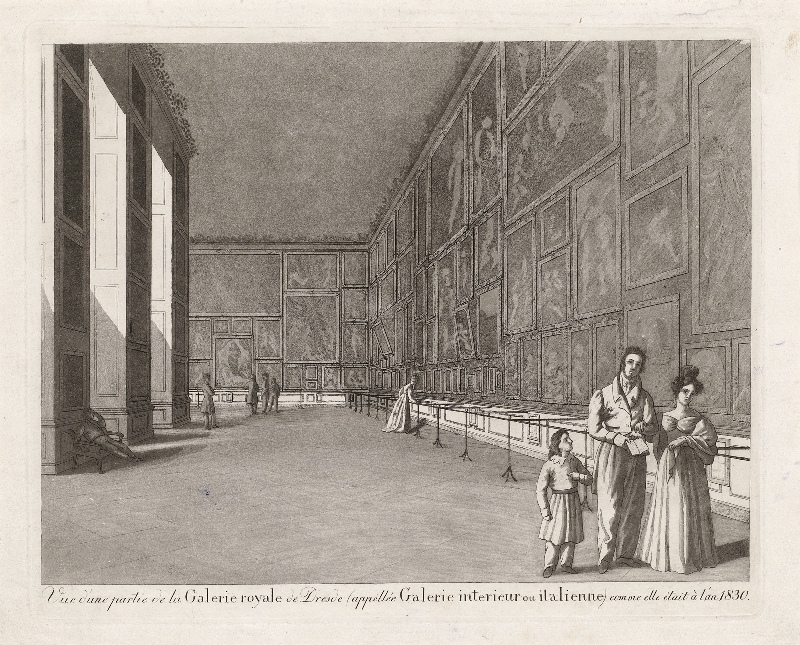
1830年的画廊内部

### 收藏历史
16世纪，萨克森选帝侯在德累斯顿建立艺术厅（Kunstkammer）。萨克森选帝侯奥古斯特一世，和他的儿子奥古斯特二世开始以系统的方式收集绘画。
许多绘画是在1720年代由奥古斯特一世取自波兰，例如两幅伦勃朗的绘画 - 《拉比肖像》（1657）和《戴装饰珍珠帽子的男子肖像》 (1667)，原来都收藏在华沙的皇家城堡。
由于收集的绘画快速增长，需要更多的空间进行存放和展示。因此，必须兴建新的收藏地点。1745年，由于得到了摩德纳公爵弗朗西斯科三世最好的100件藏品，收藏大为丰富。在同一年开始在圣母教堂附近改建“Stallhof”（选帝侯的稳定建筑），1747年开始在那里展出艺术品。
来自欧洲各地，例如意大利、巴黎、阿姆斯特丹和布拉格的绘画，来到德累斯顿。这位选帝侯收购活动的顶峰是在1754年收购拉斐尔的《西斯廷圣母》。直到今天，大部分游客仍然将目睹这幅画作为参观的重点。
1855年9月25日，设在森珀楼的新皇家博物馆（Neues Königliches Museum）开幕，画廊至今仍设于此处。
第二次世界大战中，这些绘画被安全地收藏在别处，而建筑物本身则在1945年2月13日的德累斯顿轰炸中严重损坏，
在第二次世界大战末期的苏联占领时期，许多绘画被带到莫斯科和基辅。1955/56年，这些绘画从苏联回到德意志民主共和国。不过，仍有大量绘画下落不明或者可能被毁。

### 建筑历史

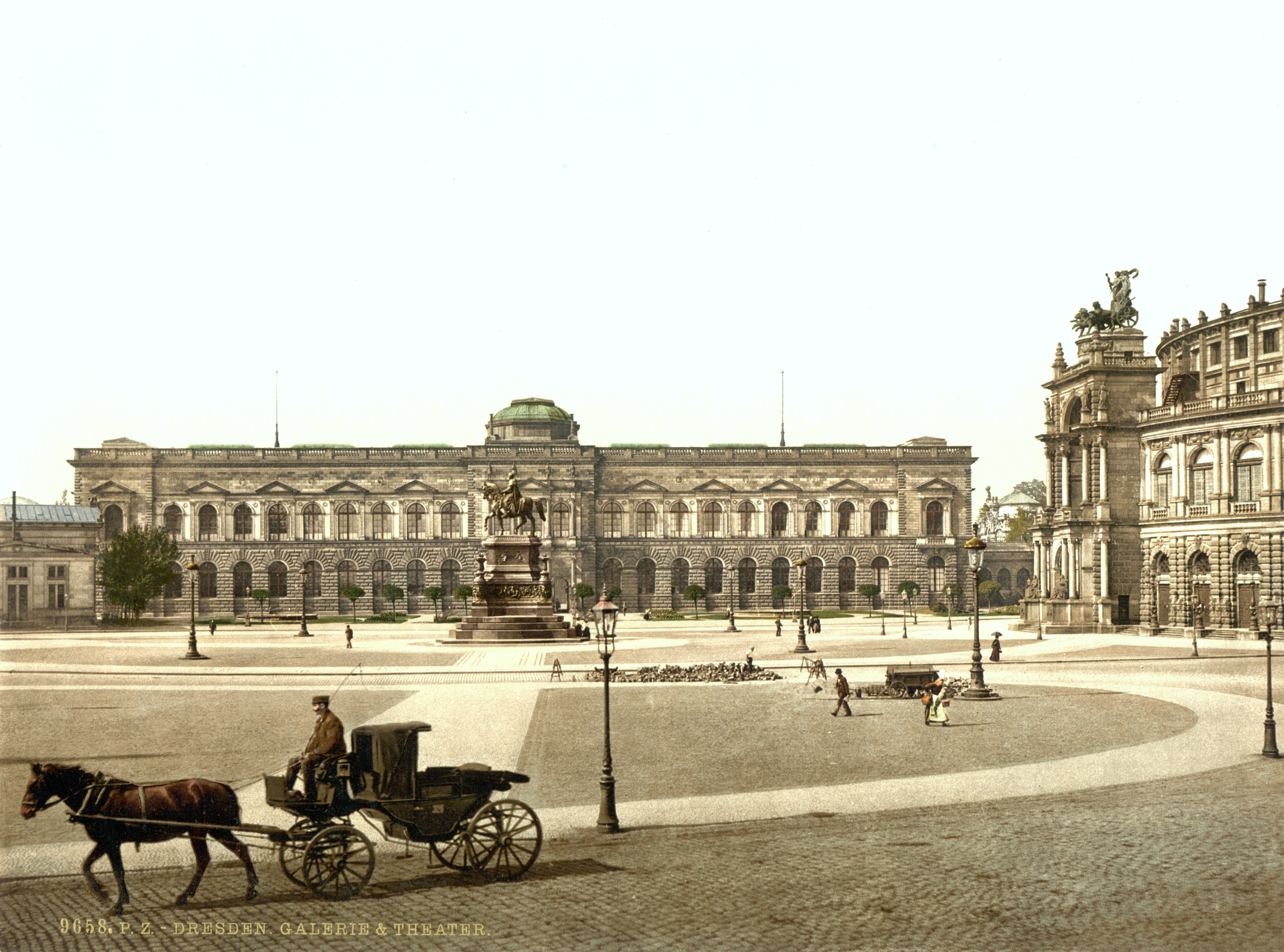
剧院广场上的画廊建筑，1900年

历代大师画廊是一座长长的新古典主义建筑，位于德累斯顿市中心，靠近易北河。画廊建筑是茨温格宫的一部分，南面面对茨温格宫的庭院，北侧面对由萨克森州立歌剧院、德累斯顿王宫和宫廷教堂所围成的剧院广场。
1844年，戈特弗里德·森佩尔设计了这座画廊。风格为意大利文艺复兴式。 
雕塑家恩斯特·里彻尔为建筑立面进行装饰。北立面采用古典主题，而南立面采用了基督教宗教主题。 
游客进入画廊，需要通过一扇沉重的木门，上方的圆拱有刻画丘比特和赛琪的石头浮雕。

## 名画[3]

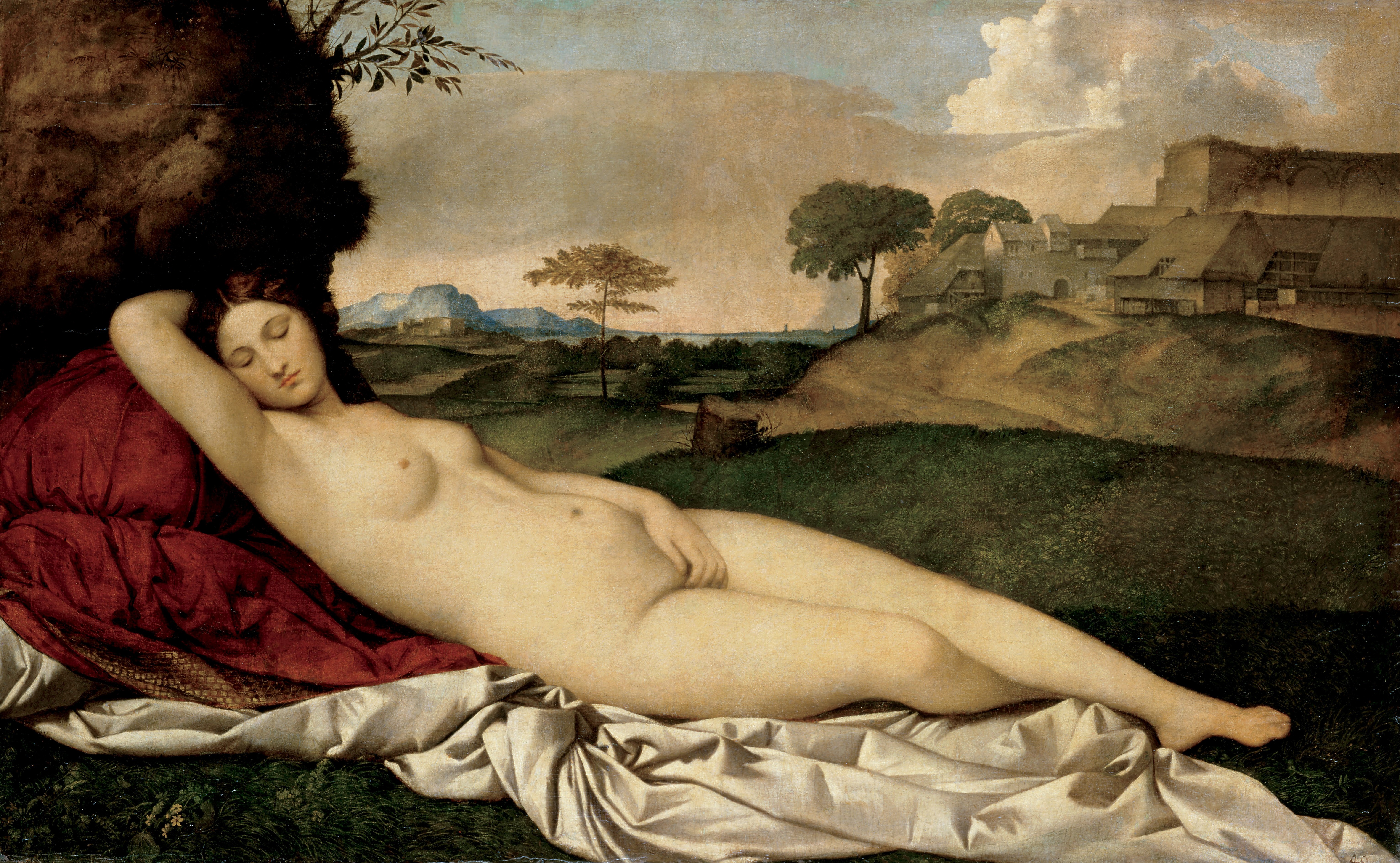
乔尔乔内：《沉睡的维纳斯》，1508/10
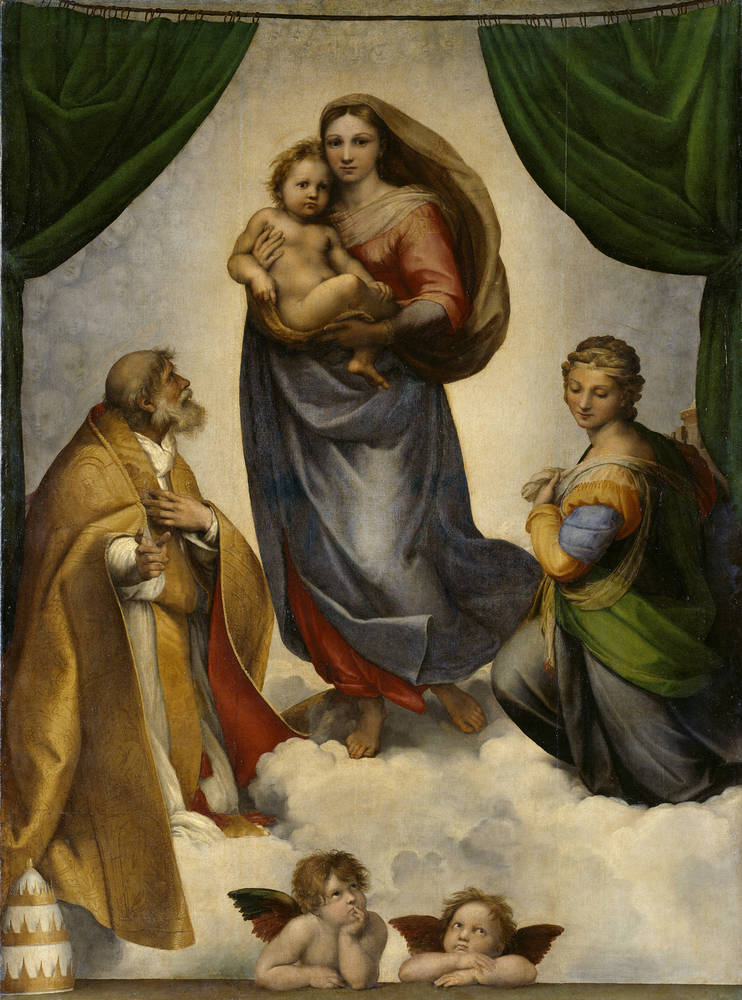
拉斐尔：《西斯廷圣母》，1512/13
提香：《献金》，1516
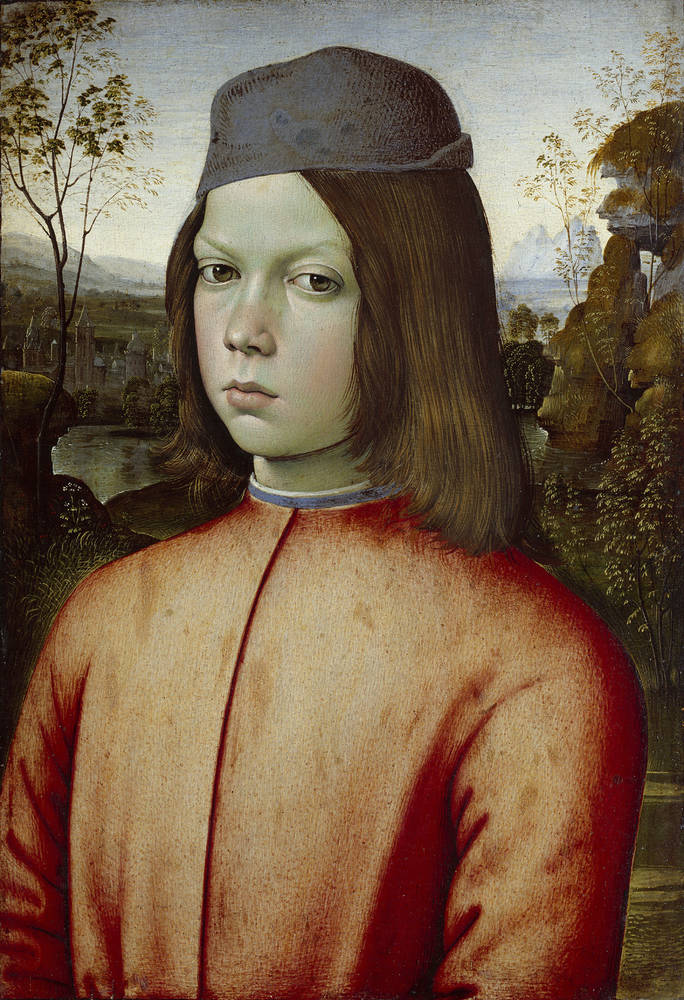
平图里基奥：《男孩肖像》
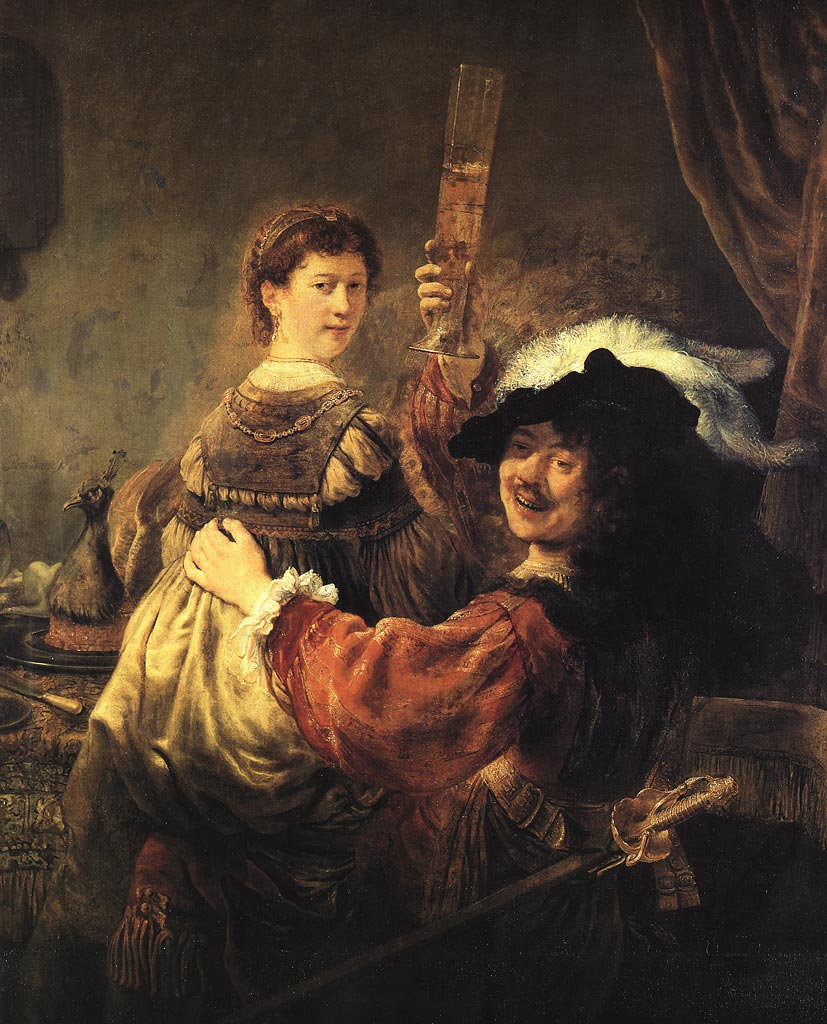
伦勃朗：《酒馆浪子》，1635
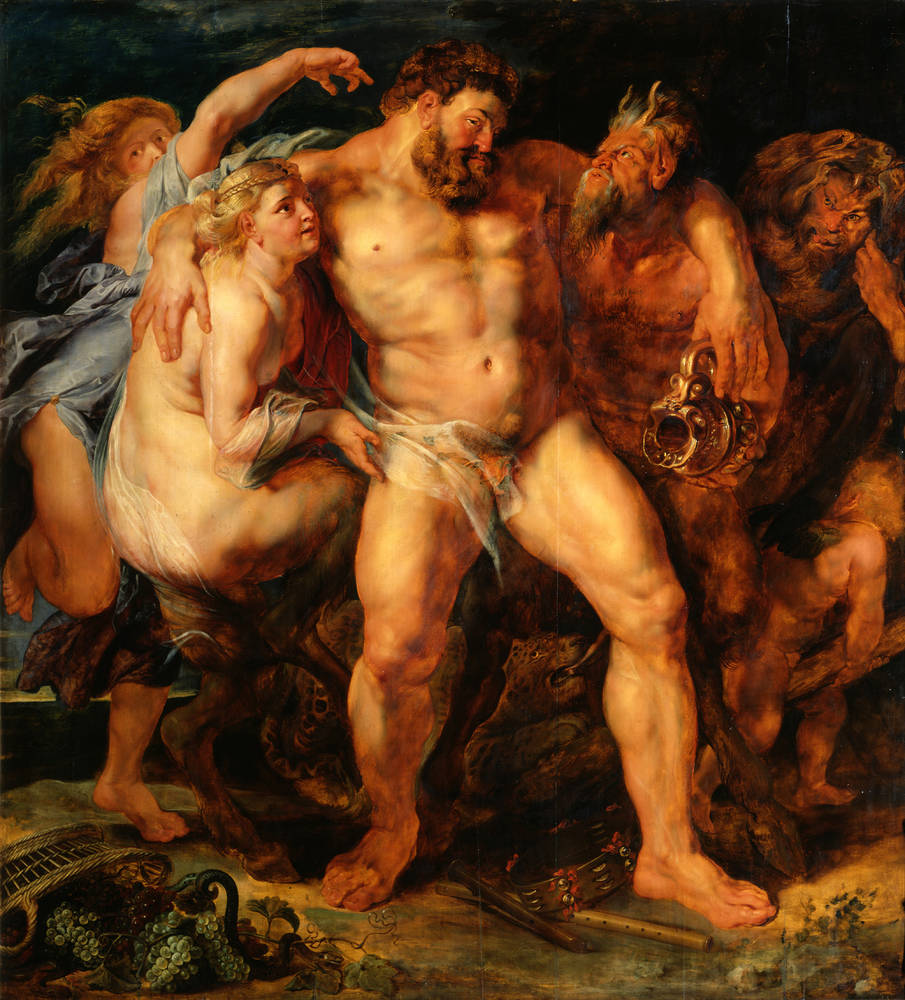
彼得·保罗·鲁本斯：《酒醉的海格力斯》，1613/14
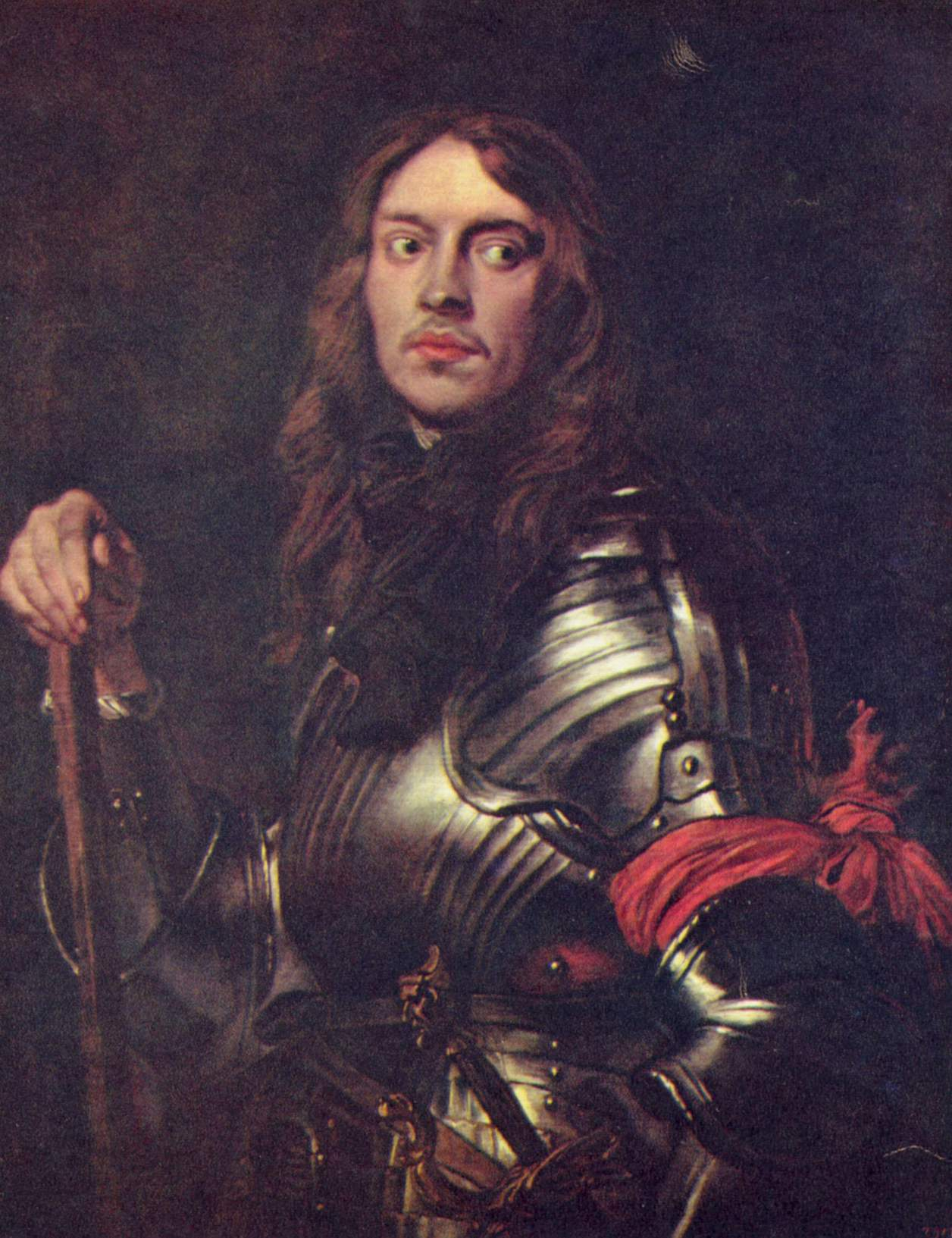
安东尼·范·戴克：《缠红巾的军官肖像》，1625/27
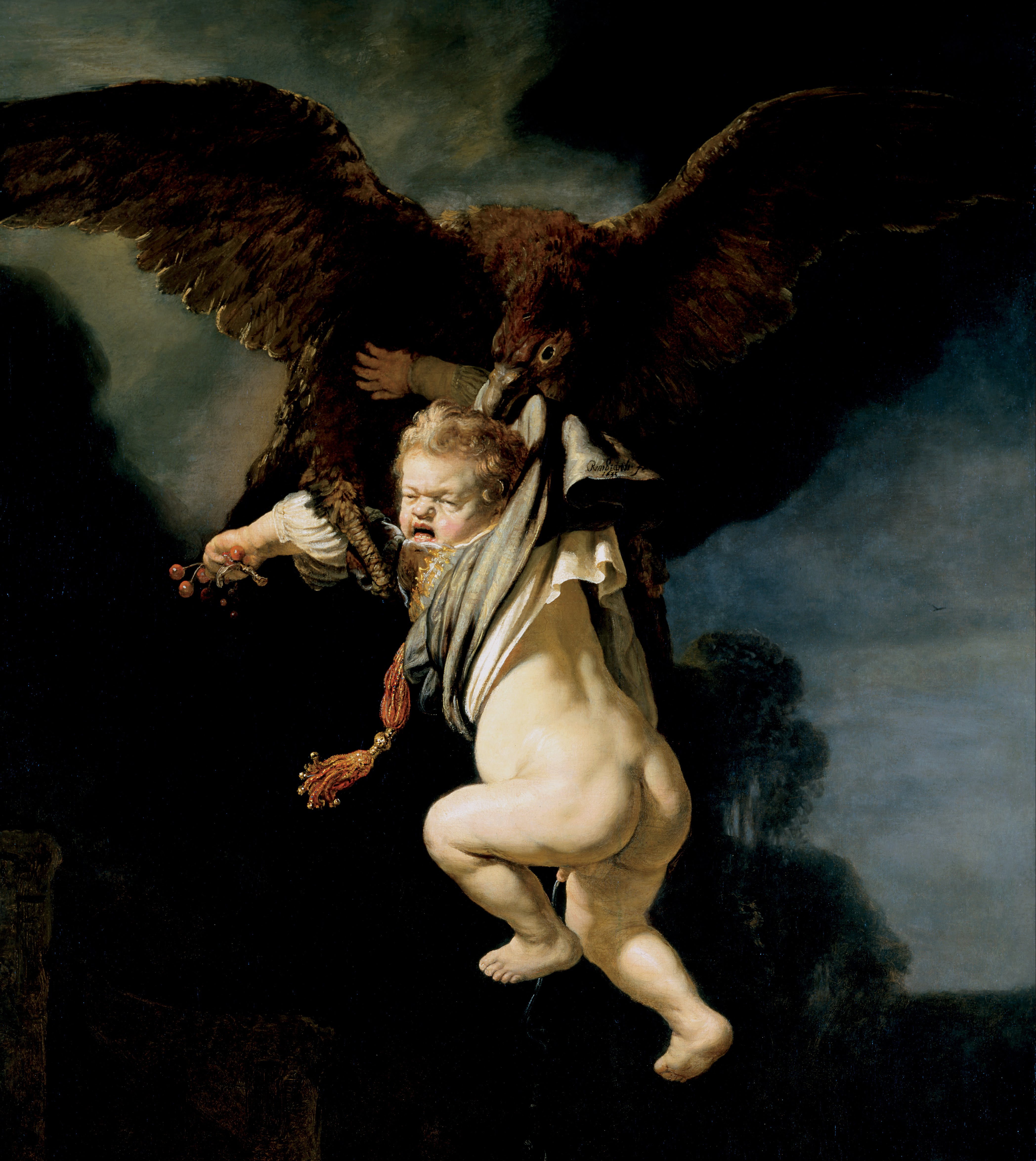
伦勃朗 “Rape of the Ganymed”1635
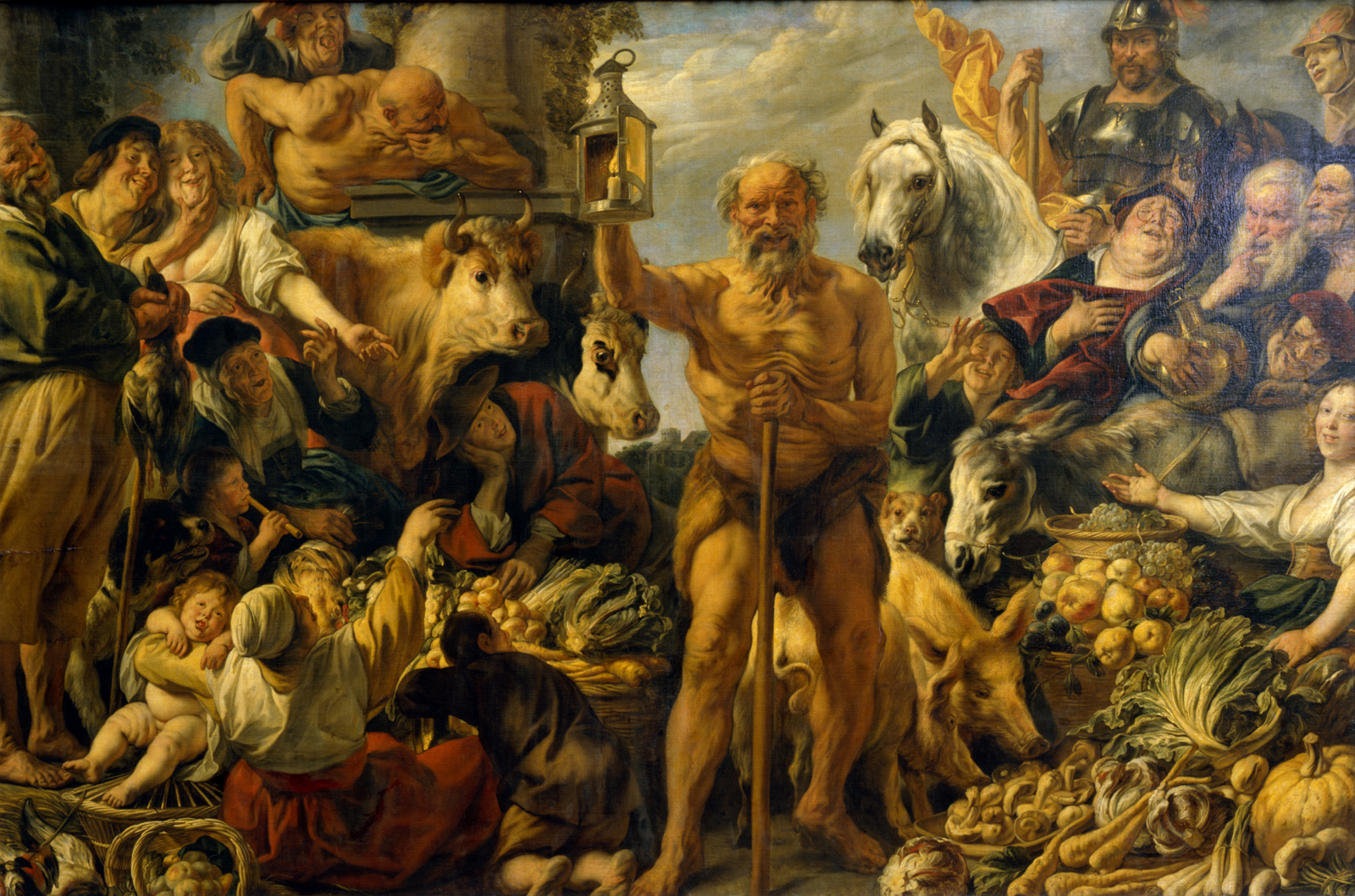
雅各布·约尔丹斯：《第欧根尼寻找诚实的人》，1642
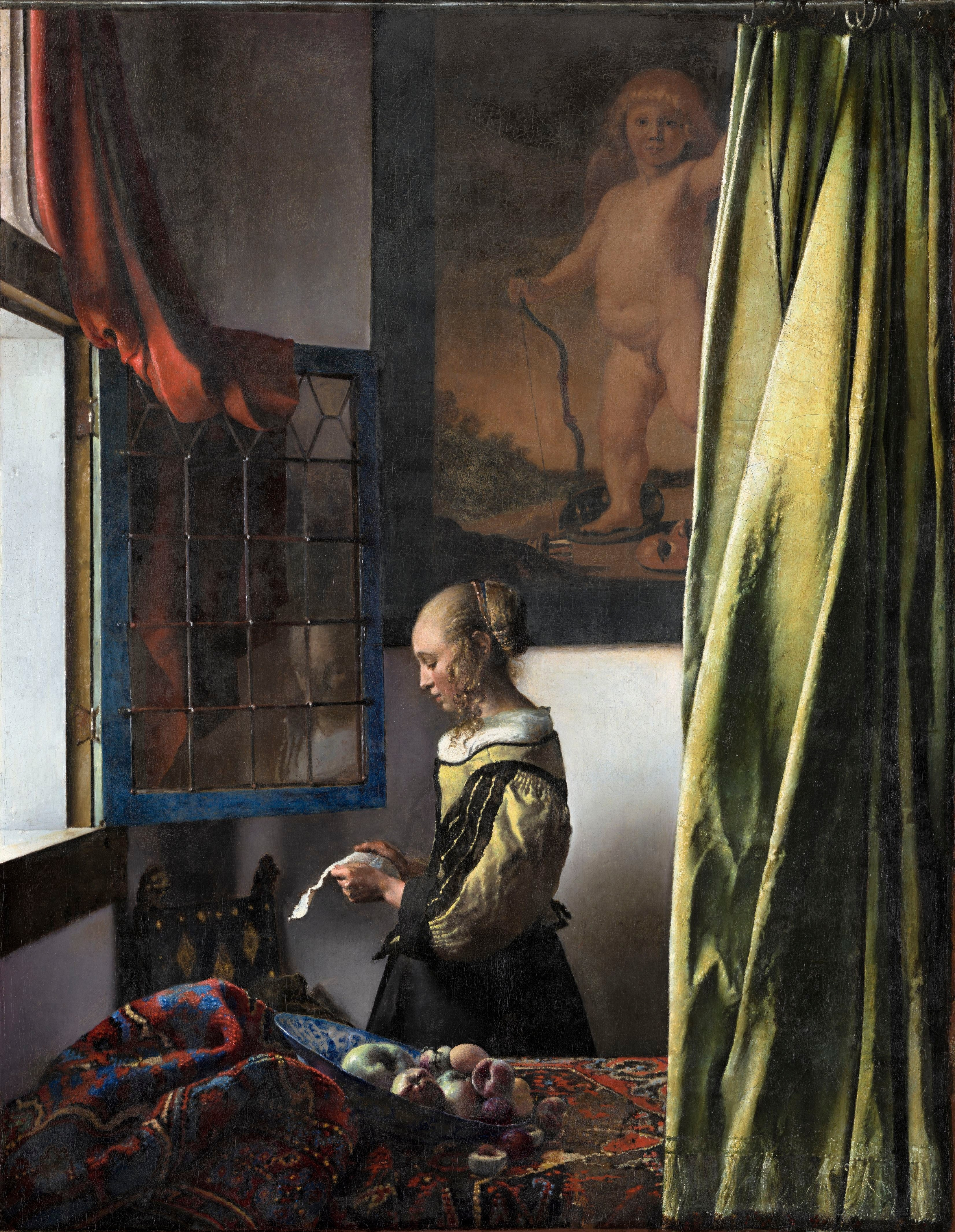
扬·弗美尔：《窗边读信的少女》，1659
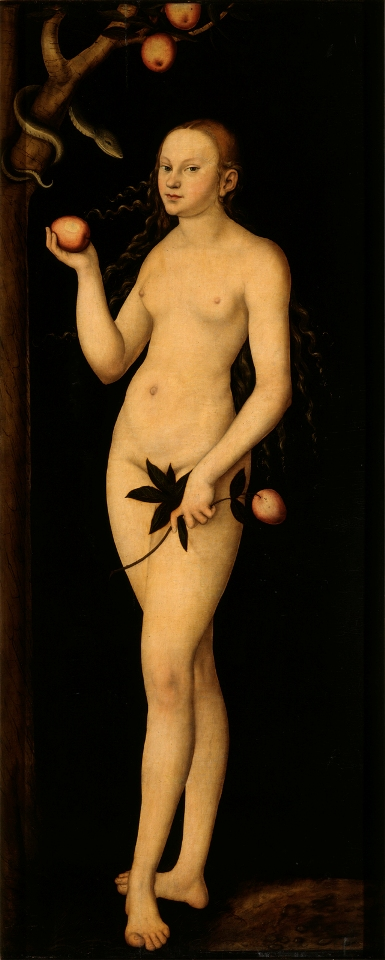
老卢卡斯·克拉纳赫：《夏娃》，1531
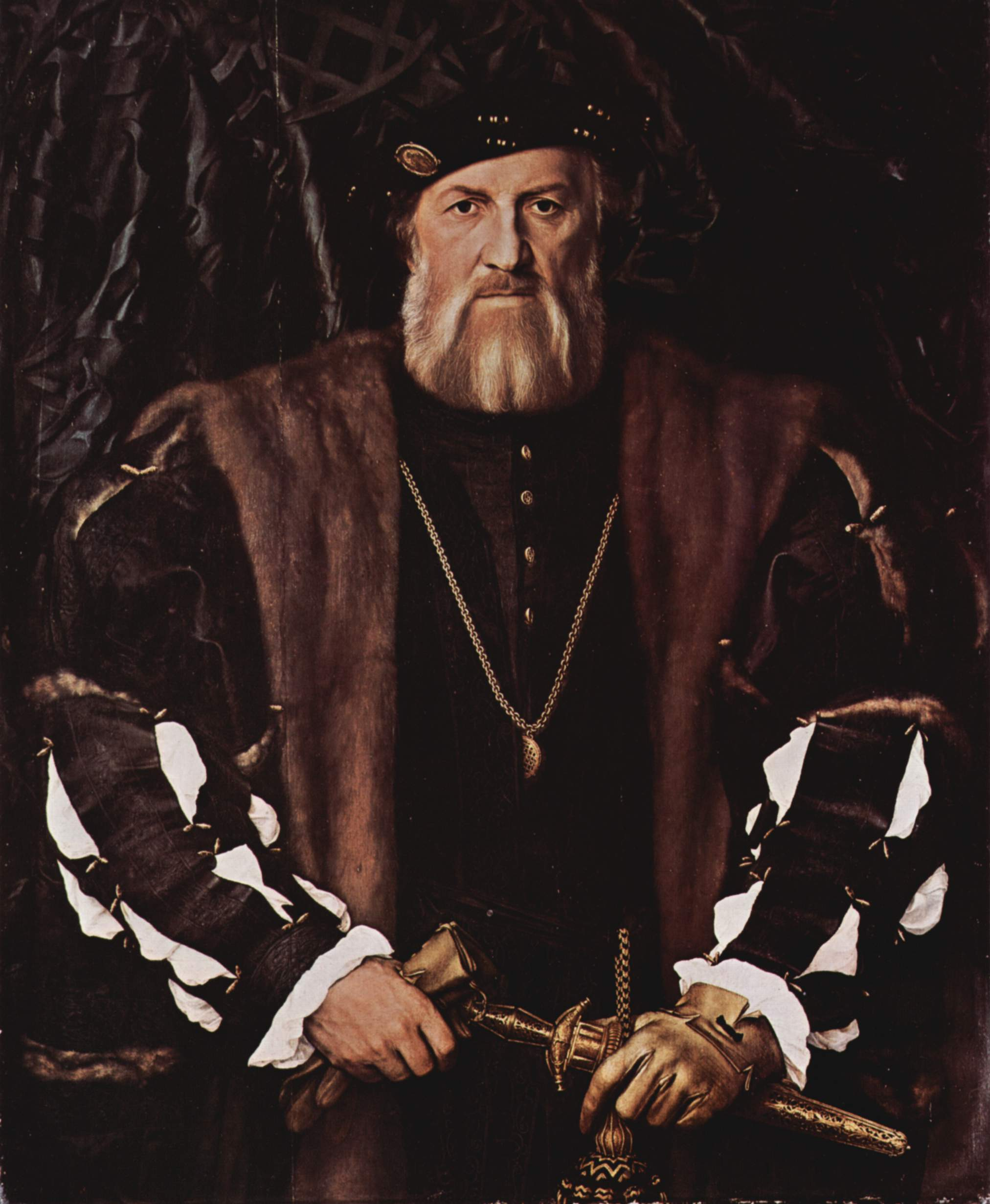
小汉斯·霍尔拜因 “Charles de Solier, Sieur de Morette” 1534/35
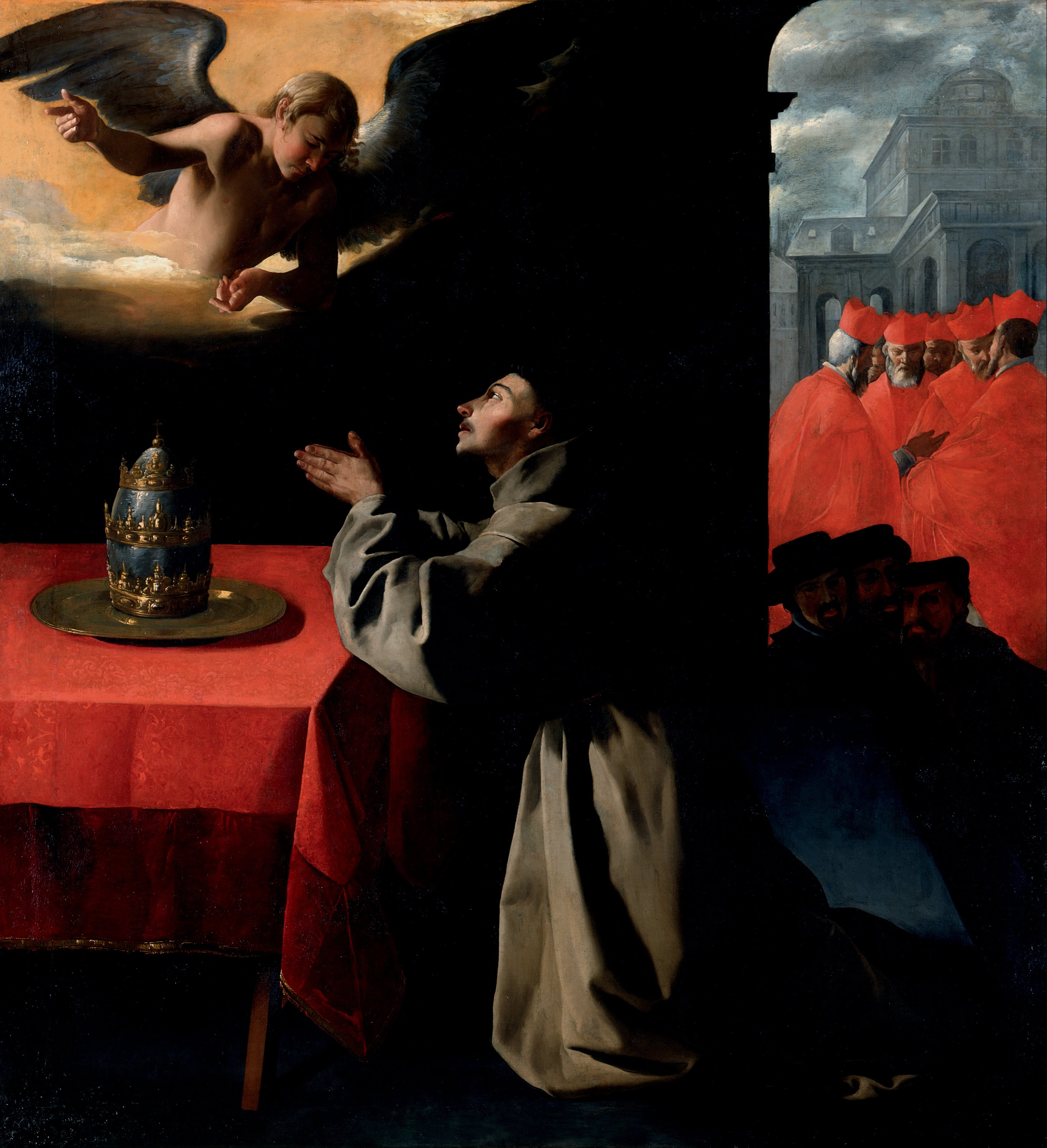
弗朗西斯柯·德·苏巴朗：《圣文德在祈祷》，1628/29
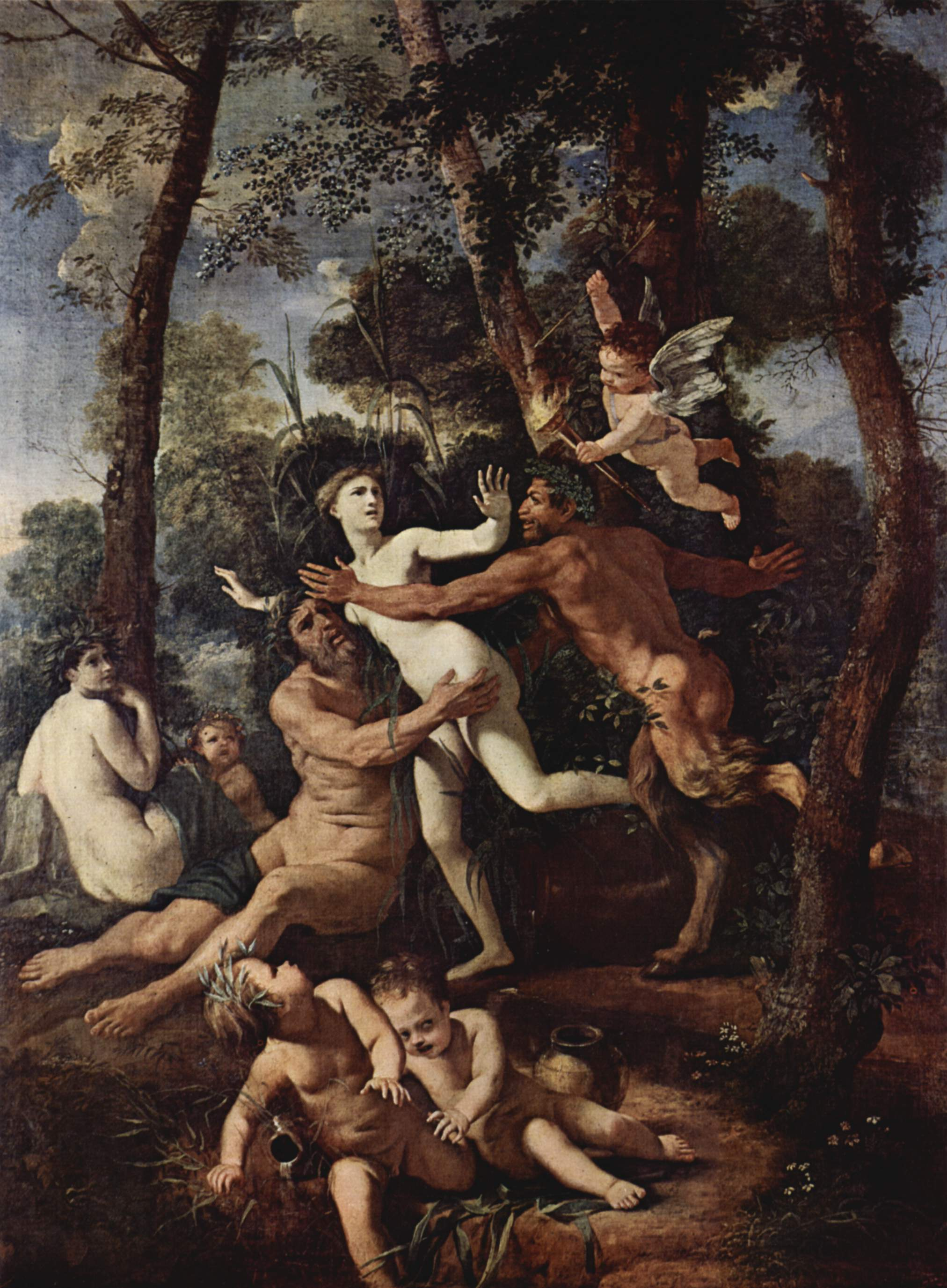
尼古拉·普桑：《潘與席琳克絲》，1637
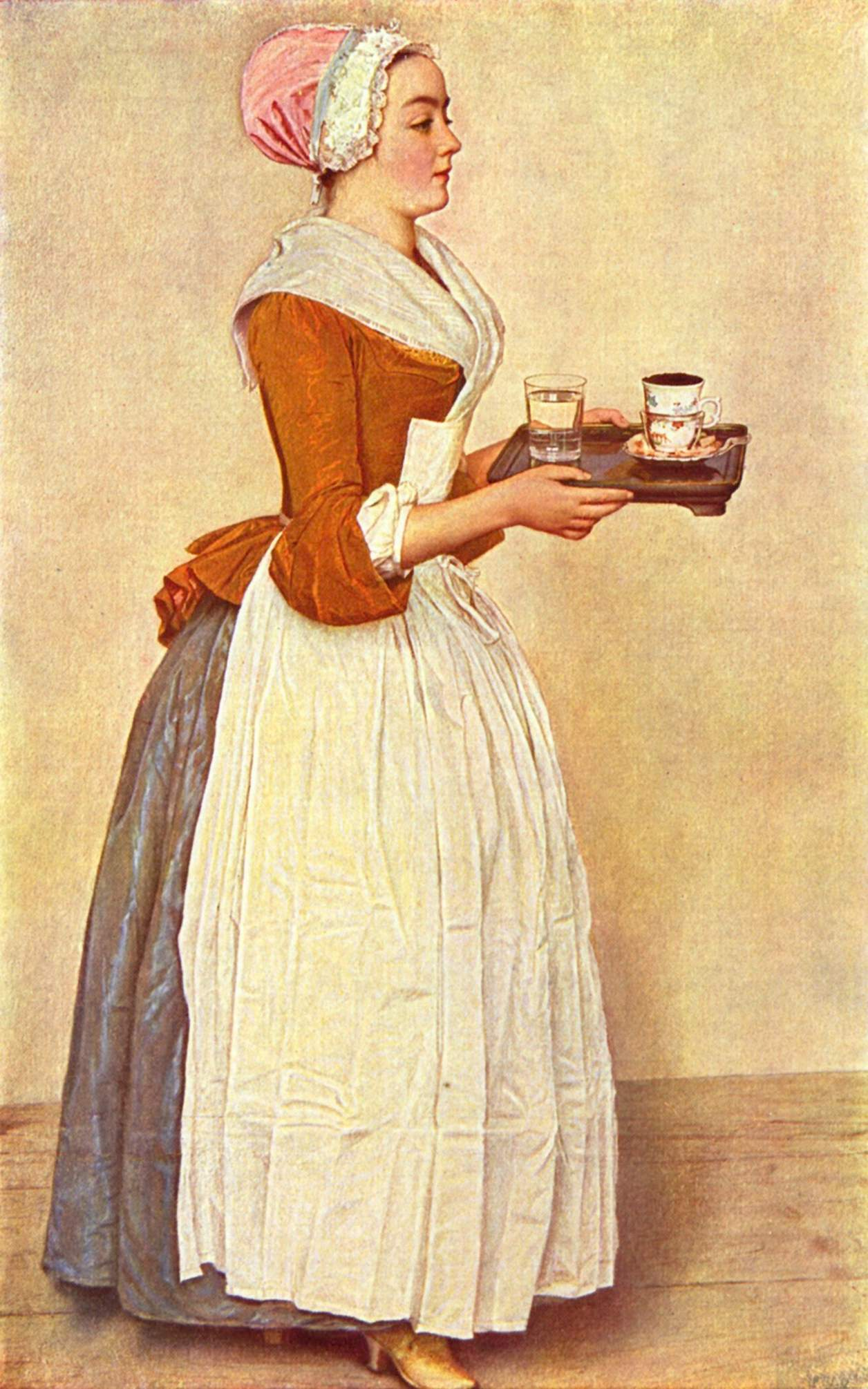
让-艾蒂安·利奥塔尔：《巧克力女孩》，1744/45